# Grammomys ibeanus
Grammomys ibeanus és una espècie de mamífer rosegador de la família dels múrids. Viu a altituds d'entre 1.900 i 3.600 msnm a Kenya, Malawi, el Sudan del Sud, Tanzània, Uganda, Zàmbia i, possiblement, Moçambic. Es tracta d'un animal nocturn i arborícola. Els seus hàbitats naturals són els boscos montans perennifolis humits i les bardisses. Està amenaçat per la desforestació. El seu nom específic, ibeanus, fou format a partir de l'acrònim «Imperial British East Africa».